# 베르너 하제
베르너 하제(독일어: Werner Haase, 1900년 8월 2일 ~ 1950년 11월 30일)는 친위대 중령(SS-Obersturmbannführer)이자 의학 교수로, 아돌프 히틀러의 주치의 중 한 사람이었다.
하제는 작센안할트주의 쾨텐에서 태어났다. 1933년, 나치당에 입당하였고, 1941년, 친위대에 입대하였다. 1945년 당시, 계급은 친위대 중령이었으며, 1935년부터 1945년까지 히틀러의 부주치의를 지냈다. 1945년 4월, 베를린 전투에서 에른스트귄터 셴크 (Ernst-Günther Schenck)와 함께 군의관으로서 국가수상부에 있었고, 그 해 4월 29일, 지하 퓌러엄폐호에서 히틀러의 주치의 루트비히 슈툼페거가 히틀러의 자살에 사용할 청산가리를 시험하기 위해 히틀러의 애견 블론디(Blondi)에게 독을 먹이는 것을 도왔다.
히틀러의 자살(4월 30일) 후, 소련군의 포로가 되었으며, 5월 6일에 소련 당국에 의해 제국선전장관이자 제국 총리였던 요제프 괴벨스, 그의 아내 마그다 괴벨스, 그리고 6명의 아이들의 부검에 참여하였다. 1945년 6월, 소비에트 연방의 전쟁 포로가 되어 투옥되었고, 1950년 11월에 결핵으로 사망하였다. 사망지는 소비에트 연방의 기록에 의하면, 모스크바에 위치한 부티르카 교도소로 알려져 있다.